# Max Schlüter
Max Schlüter (12. februar 1878 – 5. april 1945) var en dansk violinsolist og musikpædagog, kendt fra omfattende koncertturnéer og som lærer for flere, senere kendte, violinister, heriblandt John Fernström (1897-1961) og Wandy Tworek (1913-1990). 
Omkring 50 svenske violinstuderende bosat i Skåne og omegn søgte i første halvdel af 1900-tallet til København og Max Schlüter for deres uddannelse. Da den svenske Radiotjänst i 1943 sammensatte sit første symfoniorkester genfandtes flere af dem som koncertmestre og stemmeledere. 
Max Schlüter var selv uddannet af Joseph Joachim (1831-1907), der blev kaldt "violinkongen fra Berlin". Han var samtidig med Johannes Brahms, Robert Schumann og dennes hustru Clara Schumann, som han alle også samarbejdede med musikalsk. 